# Lijst van rijksmonumenten in Vlissingen (gemeente)
De gemeente Vlissingen telt 313 inschrijvingen in het rijksmonumentenregister. Hieronder een overzicht.

## Oost-Souburg
De plaats Oost-Souburg telt 12 inschrijvingen in het rijksmonumentenregister. Zie  de lijst van rijksmonumenten in Oost-Souburg.

## Ritthem
De plaats Ritthem telt 7 inschrijvingen in het rijksmonumentenregister.
| Object | Oorspronkelijke functie?  | Bouwjaar              | Architect                     | Locatie                 | Coördinaten?                  | Nr.?   | Afbeelding        |
| --- | ------------------------- | --------------------- | ----------------------------- | ----------------------- | ----------------------------- | ------ | ----------------- |
| Fort Rammekens                                                                                               | Fort, vesting en -onderdl | 1547-1556             |                               | Rammekensweg            | 51° 27' 10" NB, 3° 39' 13" OL | 37847  | Meer afbeeldingen |
| Hervormde kerk                                                                                               | Kerk en kerkonderdeel     | 16e eeuw              |                               | Weverstraat 1           | 51° 27' 8" NB, 3° 37' 34" OL  | 37848  | Meer afbeeldingen |
| Boerderij met woongedeelte onder hoog, met pannen gedekt schilddak. De bescherming omvat alleen het woonhuis | Boerderij                 | eerste helft 19e eeuw |                               | Zandweg 13              | 51° 27' 3" NB, 3° 37' 33" OL  | 37849  | Meer afbeeldingen |
| Vliedberg | Archeologisch monument    | 10e - 13e eeuw        |                               | West van Rammekensweg 5 | 51° 27' 12" NB, 3° 37' 37" OL | 46095  | Upload foto       |
| Bunker Tweede Wereldoorlog                                                                                   | Legeringsgebouw           | 1942                  | Genie van de Duitse landmacht | Zuid van Zandweg 13     | 51° 27' 1" NB, 3° 37' 32" OL  | 529390 | Upload foto       |
| Bunker Tweede Wereldoorlog                                                                                   | Legeringsgebouw           | 1942                  | Genie van de Duitse landmacht | Zuid van Rammekensweg 5 | 51° 27' 10" NB, 3° 37' 38" OL | 529391 | Upload foto       |
| Bunker Tweede Wereldoorlog                                                                                   | Legeringsgebouw           | 1942                  | Genie van de Duitse landmacht | West van Rammekensweg 5 | 51° 27' 12" NB, 3° 37' 36" OL | 529392 | Upload foto       |

## Vlissingen
De plaats Vlissingen telt 283 inschrijvingen in het rijksmonumentenregister. Zie Lijst van rijksmonumenten in Vlissingen (plaats) voor een overzicht.

## West-Souburg
De plaats West-Souburg telt 3 inschrijvingen in het rijksmonumentenregister.
| Object | Oorspronkelijke functie?  | Bouwjaar        | Architect | Locatie                     | Coördinaten?                  | Nr.?   | Afbeelding        |
| --- | ------------------------- | --------------- | --------- | --------------------------- | ----------------------------- | ------ | ----------------- |
| Pand op L-vormige plattegrond, met verdieping en omlopend schilddak, bekroond door hoekschoorstenen | Woonhuis                  | einde 18e eeuw  |           | Parklaan 1                  | 51° 27' 51" NB, 3° 35' 25" OL | 37838  | Meer afbeeldingen |
| Woonhuis annex bedrijfspand onder pannen zadeldak. Vensters met zesruitsschuiframen. Voor het bedrijfsgedeelte een houten portiek met inrijdeur, voorzien van een getoogde latei, versierd met snijwerk in Lodewijk XV-trant | Woonhuis                  | midden 19e eeuw |           | Marnixplein 35              | 51° 27' 51" NB, 3° 35' 28" OL | 37850  | Meer afbeeldingen |
| Tankgracht T4 | Fort, vesting en -onderdl | 1943            |           | ten westen van Nieuw Abeele | 51° 28' 46" NB, 3° 35' 17" OL | 529394 | Upload foto       |

Borsele ·
Goes ·
Hulst ·
Kapelle ·
Middelburg ·
Noord-Beveland ·
Reimerswaal ·
Schouwen-Duiveland ·
Sluis ·
Terneuzen ·
Tholen ·
Veere ·
Vlissingen